# Schizoprymnus angustatus
Schizoprymnus angustatus är en stekelart som först beskrevs av Herrich-Schäffer 1838.  Schizoprymnus angustatus ingår i släktet Schizoprymnus och familjen bracksteklar. Arten är reproducerande i Sverige. Inga underarter finns listade i Catalogue of Life.